# Première Circonscription de Dire Dawa
La première circonscription de Dire Dawa est une des 2 circonscriptions législatives de la ville-région de Dire Dawa. Son représentant actuel[Quand ?] est Abdusemed Mehamed Ibrahim.